# Organoïde

Fluorescentie-opname van een darm-organoïde, gekweekt uit cellen van een mutante muis. De mutatie zorgt ervoor dat in de darm spontaan tumoren ontwikkelen, wat goed te analyseren is in een organoïde.

Een organoïde (Engels: organoid) is een kunstmatig gekweekt miniatuurorgaan. Organoïden worden buiten het lichaam (in vitro) gemaakt uit stamcellen, die zodanig geprogrammeerd worden dat ze uitgroeien tot een verkleinde en versimpelde, maar functionele versie van een biologisch orgaan. Omdat organoïden de anatomie en fysiologie van een echt orgaan relatief natuurgetrouw nabootsen, kan men ze gebruiken om biologische mechanismen te ontrafelen, ziektes te modelleren en behandelingen te testen.
Organoïden hebben verschillende voordelen ten opzichte van eenvoudige celculturen. Doordat de complexe, driedimensionale structuur van het orgaan op kleine schaal behouden wordt, is het gedrag van de cellen natuurgetrouwer, en makkelijker te vertalen naar de klinische situatie. Tegelijkertijd blijft het een in vitro-systeem, dat eenvoudig te manipuleren is en goed te monitoren met behulp van microscopie en biochemische technieken – iets dat moeilijker gaat in proefdieren.

## Onderzoek
De meeste organoïden kunnen de functie van het betreffende orgaan zeer effectief nabootsen: ze zijn bijvoorbeeld in staat tot spiercontractie, zenuwgeleiding, hormoonafscheiding of waterfiltratie. Ziektes die optreden in specifieke organen, zoals een spierziekte of neurologische aandoening, kunnen op deze manier levensecht bestudeerd en gemodelleerd worden – zonder gebruik te maken van een in vivo-model (proefdieren). Een belangrijke beperking van organoïden is de geringe vascularisatie (aangroei van bloedvaten) en de afwezigheid van een immuunsysteem.

## Medische toepassingen
De medische toepassingen van organoïden zijn uiteenlopend. Ze kunnen gebruikt worden om de effecten van geneesmiddelen of toxische stoffen op organen te testen, het verloop van infecties in kaart te brengen, tumorontwikkeling te volgen en daarmee antikankermechanismen te ontdekken, organogenese te beschrijven en de invloed van het microbioom te bepalen. Organoïden zijn daarnaast een uitstekende manier om gepersonaliseerde medicijnen te ontwikkelen; medicijnen die beter aansluiten bij de fysiologische eigenaardigheden van een patiënt.
Er wordt ook onderzoek gedaan naar de mogelijkheden van hersenorganoïdes. Naast medische toepassingen zouden die in de toekomst mogelijk ook bepaalde computertaken efficiënter en energiezuiniger kunnen uitvoeren dan computers.